# Nippononeta ungulata
Nippononeta ungulata là một loài nhện trong họ Linyphiidae.
Loài này thuộc chi Nippononeta. Nippononeta ungulata được Ryoji Oi miêu tả năm 1960.